# Tracey Wickham
Tracey Lee Wickham (Geelong, 24 novembre 1962) è un'ex nuotatrice australiana.

## Carriera
Specializzata nello stile libero, ha vinto il titolo mondiale sia sui 400m che sugli 800m.

## Palmarès
- Mondiali

Berlino 1978: oro nei 200m stile libero e 400m stile libero.
- Giochi del Commonwealth

Edmonton 1978: oro nei 400m stile libero e nei 800m stile libero, argento nei 200m stile libero, nella 4x100m misti e bronzo nella 4x100m stile libero.
Brisbane 1982: oro nei 400m stile libero e nei 800m stile libero, argento nei 200m stile libero.